# Gulnoza Matniyazova
Gulnoza Jumaboy qizi Matniyazova (ur. 10 sierpnia 1994) – uzbecka judoczka. Trzykrotna olimpijka. Zajęła siedemnaste miejsce w Rio de Janeiro 2016 i dziewiąte w Tokio 2020 i Paryżu 2024. Walczyła w wadze średniej.
Siódma na mistrzostwach świata w 2014 i  2022; uczestniczka zawodów w 2015, 2018, 2019, 2021, 2023 i 2024. Trzecia w drużynie w 2021. Startowała w Pucharze Świata w latach 2010, 2011 i 2014-2016. Brązowa medalistka igrzysk azjatyckich w 2018 i 2022; piąta w 2014. Zdobyła sześć medali mistrzostw Azji w latach 2013 - 2022. Trzecia na igrzyskach wojskowych w 2019. Wygrała Igrzyska solidarności islamskiej w 2017 i 2021 roku.

## Letnie Igrzyska Olimpijskie 2016
| Konkurencja | Eliminacje             | Klas. końcowa |
| Konkurencja | Przeciwnik I           | Miejsce       |
| ----------- | ---------------------- | ------------- |
| 70 kg       | Katarzyna Kłys (POL) P | 17.           |

## Letnie Igrzyska Olimpijskie 2020
| Konkurencja | Eliminacje              | Eliminacje              | Klas. końcowa |
| Konkurencja | Przeciwnik I            | Przeciwnik II           | Miejsce       |
| ----------- | ----------------------- | ----------------------- | ------------- |
| 70 kg       | Demos Memneloum (CHA) Z | Sanne van Dijke (NED) P | 9.            |